# Newfel Ouatah
Newfel Ouatah (født 8. november 1985 i Lyon, Frankrig) er en algerisk amatørbokser, som konkurrerer i vægtklassen Super-sværvægt. Ouatah har ingen større internationale resultater, og fik sin olympiske debut da han repræsenterede Algeriet ved sommer-OL 2008. Her blev han slået ud i kvartfinalen af Vyacheslav Glazkov fra Ukraine.